# Klaus Wolfermann
Klaus Wolfermann (Altdorf bei Nürnberg, 31 maart 1946 – 18 december 2024) was een Duitse atleet, die gespecialiseerd was in het speerwerpen. Hij werd olympisch kampioen en zesmaal West-Duits kampioen in deze discipline. Ook had hij drie jaar lang het wereldrecord in handen.

## Biografie

### Begin atletiekloopbaan en OS-debuut
Sport speelde altijd een grote rol in het leven van Klaus Wolfermann. Hij deed aan turnen, handbal en meerkamp, voordat hij zich toelegde op het speerwerpen. Ondanks zijn relatief kleine lengte (1,76 m) blonk hij uit in deze discipline. In 1966 won hij voor de eerste maal een Duitse titel bij de jeugd. In 1968 maakte hij zijn olympisch debuut bij de Olympische Spelen van Mexico-Stad. Met een beste poging van 75,78 m moest hij genoegen nemen met een zestiende plaats. Een jaar later won hij voor de eerste maal het onderdeel speerwerpen bij de West-Duitse kampioenschappen. Hij zou in totaal zesmaal dit kampioenschap op zijn naam schrijven.

### Olympisch kampioen
Bij de Europacupwedstrijden in 1970 won Wolfermann een bronzen medaille. Zijn 80,90 werd alleen overtroffen door de Pool Wladyslaw Nikiciuk (goud; 82,46) en de Sovjet-Rus Jānis Lūsis (zilver; 81,74). Op de Olympische Spelen van 1972 in München boekte hij het grootste succes van zijn sportieve loopbaan. Bij zijn vijfde worp verbeterde hij het olympisch record tot 90,48 en besliste hiermee de wedstrijd. Jānis Lūsis naderde in zijn laatste poging op twee centimeter deze prestatie, maar moest genoegen nemen met het zilver. Het brons ging naar de Amerikaan Bill Schmidt, die met 84,42 een stuk minder ver kwam.

### Wereldrecord

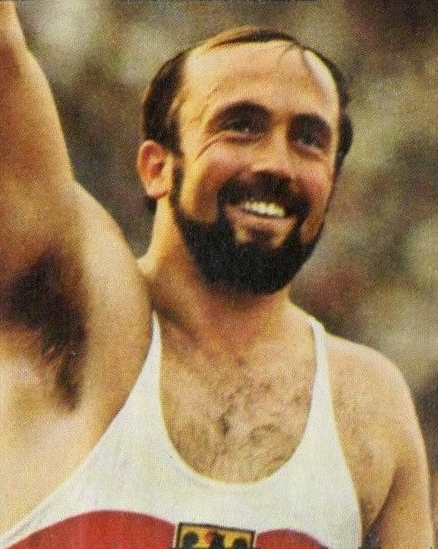
Klaus Wolfermann omstreeks 1974

Een jaar later won hij het speerwerpen bij de Europacupwedstrijden in Edinburgh en verbeterde hij in Leverkusen het wereldrecord tot 94,08. Vanwege zijn populariteit werd hij in 1972 en 1973 tot West-Duits sporter van het jaar verkozen. Bij de eeuwwisseling wordt hij zelfs tot Duitse speerwerper van de eeuw gekozen.
In 1976 beleeft Klaus Wolfermann een dieptepunt, doordat hij vanwege een blessure niet kan deelnemen aan de Olympische Spelen van Montreal. Het is de Hongaar Miklós Németh die de wedstrijd wint en tegelijkertijd het wereldrecord van Klaus afpakt, door met 94,58 precies een halve meter verder te gooien.

### Activiteiten na einde atletiekloopbaan
In 1978 zet Wolfermann een punt achter zijn sportcarrière en blijft hierna betrokken bij de sport in diverse hoedanigheden. Hij runt een sportmarketingbureau en is actief als voorzitter van FC Olympia, een vereniging van Duitse olympische medaillewinnaars. Hij is ambassadeur van Special Olympics, een door de IOC geautoriseerde sportinstantie voor mensen met een verstandelijke handicap. In 2004 is hij fakkelloper en draagt hij de olympische vlam door München. Sinds 2006 organiseert hij golftoernooien voor KiO-Kinderhilfe-Organtransplantation. Ook is hij bestuurslid van de EAGLES-Charitiy-golfclub.
Sinds 1967 was Klaus Wolfermann getrouwd met Friederike en woonde hij in Penzberg. Samen hebben ze een dochter. In zijn actieve tijd was Wolfermann aangesloten bij SV Gendorf.

## Titels
- Olympisch kampioen speerwerpen - 1972
- West-Duits kampioen speerwerpen - 1969, 1970, 1971, 1972, 1973, 1974

## Persoonlijk record
| Onderdeel   | Prestatie       | Datum      | Plaats     |
| ----------- | --------------- | ---------- | ---------- |
| speerwerpen | 94,08 m (ex-WR) | 5 mei 1973 | Leverkusen |

## Palmares

### speerwerpen
- 1968: 16e OS - 75,78 m
- 1969:  West-Duitse kamp. - 83,60 m
- 1970:  Europacup - 80,90 m
- 1970:  West-Duitse kamp. - 81,76 m
- 1971:  West-Duitse kamp. - 84,50 m
- 1971: 6e EK - 80,82 m
- 1972:  West-Duitse kamp. - 85,50 m
- 1972:  OS - 90,48 m (OR)
- 1973:  Europacup - 90,68 m
- 1973:  West-Duitse kamp. - 82,62 m
- 1974:  West-Duitse kamp. - 84,58 m
- 1975: 5e EK - 83,36 m

## Onderscheidingen
- West-Duits sporter van het jaar - 1972, 1973

1908: Eric Lemming ·
1912: Eric Lemming ·
1920: Jonni Myyrä ·
1924: Jonni Myyrä ·
1928: Erik Lundqvist ·
1932: Matti Järvinen ·
1936: Gerhard Stöck ·
1948: Tapio Rautavaara ·
1952: Cyrus Young ·
1956: Egil Danielsen ·
1960: Viktor Tsyboelenko ·
1964: Pauli Nevala ·
1968: Jānis Lūsis ·
1972: Klaus Wolfermann ·
1976: Miklós Németh ·
1980: Dainis Kūla ·
1984: Arto Härkönen ·
1988: Tapio Korjus ·
1992: Jan Železný ·
1996: Jan Železný ·
2000: Jan Železný ·
2004: Andreas Thorkildsen ·
2008: Andreas Thorkildsen ·
2012: Keshorn Walcott ·
2016: Thomas Röhler ·
2020: Neeraj Chopra ·
2024: Arshad Nadeem
- Gemeinsame Normdatei: 118769944
- International Standard Name Identifier: 0000 0000 1360 2271
- Nationale Bibliotheek van Letland: 000276340
- Nederlandse Thesaurus van Auteursnamen: 180937758
- Réseau des bibliothèques de Suisse occidentale: 02-A010168005
- Virtual International Authority File: 25398383
- WorldCat: E39PBJvCWJMMxkcT9vRWFTmTpP